# Давран, Джем
Джем Давран (тур. Cem Davran; род. 1964) — турецкий актёр.

## Биография
Джем Давран родился 1964 года в Стамбуле.
Отец Джема — театральный актёр Мехмет Давран. Окончил Технический университет Йылдыз. С 1976 года обучался Детском театре «Тюркбанк». С 1977 года играл в Стамбульском городском театре. 4 года проработал в театре «Дормен». В Стамбульском городском театре поставил спектакль для детей «Душа тени». Преподавал театральное искусство в различных школах, а также ставил спектакли. Поставил спектакль с одним героем — «Господин», в котором сам и сыграл. В кино впервые снялся в 1977 году в фильме «Стамбул — золотой город». В фильме «Юсуф и Кенан» впервые сыграл в главной роли.

## Спектакли
- «Господин»
- «Малина»
- «Сначала „Вторая глава“»

## Фильмография
- 1978 — Стамбул - золотой город
- 1979 — Юсуф и Кенан — Юсуф
- 1986 — Настоящая женщина — друг детства Ялчын
- 1991 — Закон волка
- 1991 — Капризный — Октай
- 1993 — Мир вопреки
- 1999 — Византийская дева — Етищ / Гавур (Марк Антоний) / Гезер
- 2000 — Балалайка — Хасан
- 2007 — Европеец — европеец
- 2009 — Ангелы и игроки — европеец
- 2009 — Невинные женщины — Иит